# جيريمي اكاردو
جيريميا لي أكاردو ولد في 8 ديسمبر 1981 هو لاعب ومدرب بيسبول أمريكي محترف سابق. لعب في دور البيسبول الرئيسي م ل ب لصالح فريق سان فرانسيسكو ، إنديانز ، . عمل لاحقًا كمدرب مساعد لفريق نيويورك ميتس من م ل ب قبل أن ينضم إلى منظمة الدوري الصغيرة ميلوكي برورز كمدرب. قبل احترافه، التحق أكاردو بمدرسة ميسا الثانوية ولاحقًا بجامعة ولاية الينوي .